# 蘆名盛氏
蘆名盛氏（1521年—1580年7月28日）是日本戰國時代至安土桃山時代在陸奥國的武將、戰國大名。蘆名氏第16代當主。父親是蘆名盛舜。

## 生平

### 勢力擴張
在大永元年（1521年）出生，家中次男。幼名四郎丸。天文6年（1537年），迎伊達稙宗的女兒為正室。天文10年（1541年），受父親盛舜讓予家督。天文11年（1542年），討伐山內氏，在會津擴大勢力。同年，在天文之亂中，屬於稙宗方。天文16年（1547年），因為與同屬稙宗方的田村隆顯在中通發生衝突，於是轉投晴宗方。因此，晴宗方的優勢得到確立，天文之亂以晴宗方勝利告終。
天文19年（1550年），正式開始侵攻仙道（中通），與田村隆顯戰鬥，但是因為田村氏受到常陸國的佐竹氏援助，因此陷入困難，於是與和佐竹氏敵對的相模國北條氏康及甲斐國武田信玄結盟，以此對抗佐竹氏。
後來，信玄與北條氏和駿河國的今川氏結盟，並在信濃國北部與越後國的上杉氏敵對。此後，武田氏和今川氏關係惡化，永祿11年（1568年）末，武田氏侵攻駿河今川領國（駿河侵攻）。同年，蘆名氏受信玄邀請，牽制奧越後，蘆名家臣小田切氏與奥越後國眾本庄繁長呼應，向越後侵攻。
另外，在內政方面，起用簗田氏為商人司，以強化流通支配。永祿4年（1561年），鎮壓庶兄氏方的謀叛。同年，把家督讓予嫡男盛興，並在大沼郡岩崎城隱居，剃髮後稱止止齋。不過仍然掌握政治和軍事的實權，繼續統制家中。

### 晚年
永祿6年（1563年），與須賀川城城主二階堂盛義戰鬥，進攻岩瀨郡。因為盛義娶了伊達晴宗的長女阿南姬，伊達軍為了救援二階堂氏，數度攻入檜原，不過被岩山城城主穴澤信德擊退。永祿9年（1566年），因為盛義以嫡男盛隆為人質請求降伏，於是以盛興迎娶晴宗的四女彦姬為正室的條件下，蘆名和伊達之間亦成功講和。天正2年（1574年），與伊達實元一同擊破投向田村氏的二本松義國和大內義綱，成功令田村清顯從屬。同年6月，繼任家督的盛興突然死去。因為盛興沒有兒子，而自身亦沒有其他兒子，於是令二階堂盛義的兒子盛隆迎娶盛興的未亡人，並繼承蘆名家的家督，而自身則以後見人身份執行政務。
天正3年（1575年），支援女婿結城義親，介入白河結城氏家督相續的問題。天正6年（1578年），以上杉謙信死後的混亂（御館之亂）為契機，向越後國出兵等，繼續積極的攻勢。在天正8年（1580年）6月17日死去。享年60歲。

## 人物、逸話
- 沒有側室，因為生下的兒子只有嫡男盛興一人，成為蘆名家衰微的遠因。在當時，為了確保繼嗣，納入側室為普遍做法，沒有納入側室的原因不明，被評為「有近代的清潔感」（近代的な清潔感がある）。（『會津蘆名四代』）

- 在晩年（盛興死後），黑川城下有「在天寧寺河原的石子就是大和殿，某人盜取了町中小役」（天寧寺河原の石は大和殿、町の小役は或人がとる）的塗鴉。這個河原的石子（意指難被察見）指的是蘆名家的重臣佐瀨源兵衛（大和守），源兵衛為了自己的興趣，從町役徵收重税，因此有這段句子來諷刺蘆名家的施政，可見在晚年時期，蘆名氏已經開始衰退。

- 從永祿3年（1560年）至天正4年（1576年）期間，6度發出德政令（日语：徳政令）來強化蘆名的權力，但是與不滿二階堂氏（日语：二階堂氏）出身的新當主盛隆的重臣們不和，以及因為長年與田村氏（日语：田村氏）、佐竹氏對抗而令戰費不足等，因此從晚年開始，蘆名氏逐漸失去最盛時期的力量。

- 曾兩度發放禁酒令。第一次理由不明，第二次是因為嫡男盛興中酒毒而死去。

- 武田信玄曾有「近期優秀的武將有丹波國的赤井、江北的淺井、會津的盛氏，年輕的大將有三河國的家康」（近頃優れた武将は丹波の赤井、江北の浅井、会津の盛氏、若手の大将では三河の家康、この4人であろうか）的評價。（『會津四家合考』）

- 尊崇曹洞宗天寧寺的前住職禪如。不單只是信仰的關係，亦因為曾有認同的人才犯罪後，受禪如仲裁而被赦免。（『會津四家合考』）

- 一說指對男色（男同性戀）有興趣，實況不明（史料記錄是為了發掘人材）。在家中聚集五至六十個幼童，稱之為「不斷眾」。在空閒時聽取他們的說話，使當中有潛質的人為武將。（『會津四家合考』）

- 在「不斷眾」中，有一個很老成的小孩，很多人都讚美這個小孩的才智，不過盛氏無論如何都不肯提拔。這個孩子在成為大人後，只是一名很平凡的武士。家臣對此作出疑問，盛氏笑著回答「在小孩的時候就變成大人的話，到了大人的時候就變成老人了。就像苦的東西變甜同樣，甜的東西亦會變酸一樣啊」（子供のときに大人なら、大人のときは老人になっている。苦いものが甘くなったり、甘いものが酸っぱくなるのと同じことよ）。（『會津四家合考』）

## 系譜
- 父母
  - 父：蘆名盛舜
  - 母：金上盛興之女
- 兄弟姐妹
  - 蘆名氏方
  - 女子（堀内近胤室）
- 正室：伊達稙宗之女
  - 蘆名盛興
  - 女子（白河義親室）
- 養子
  - 蘆名盛隆（二階堂盛義之子）

## 外部連結
- 武家家伝＿葦名氏 （页面存档备份，存于）